# Ambalavao
Ambalavao, grad na jugoistoku Madagaskara s 30 559 stanovnika u Provinciji Fianarantsoa i Regiji Gornja Matsiatra (Haute Matsiatra), upravno središte Distinkta Ambalavao. Nalazi se 56 km južno od Fianarantsoe. 
Grad je poznat po svojim tipičnim kućama s velikim balkonima ukrašenim dekorativnim drvenim balustradama. U gradu živi najviše pripadnika malgaškog naroda Betsileo.

## Povijest
Ambalavao i njegova okolina bili su poprište sukoba između plemena Betsileo i Bara i u 18. stoljeću i Betsilea i Merina na početku 19. stoljeća, u borbi za teritorije i prevlast. Kod mjesta Ambohimandroso (najstarije naselje u kraju), kraj stijene Ifandana, vojska Betsilea počinila je masovno samoubojstvo radije nego da se preda merinskoj vojsci kralja Radame I.Danas taj lokalitet ima značaj svetog mjesta za Betsileje.
Grad se počeo formirati od kraja 19. stoljeća u doba francuske kolonijalne uprave kada je odabran za upravno središte distinkta. Tad su izgrađene prve veće građevine u mjestu (zgrade uprave, škola, bolnica), a 1916. godine izgrađena je cesta do Antananariva.

## Geografska i klimatska obilježja
Ambalavao se nalazi na rubu malgaške visoravni i južne obalne ravnice, u kojoj živi narod Betsileo. Grad leži u kotlini okruženoj planinama, od kojih je najveći granitni masiv Andringitra s vrhom Bobi (drugi po veličini na Madagaskaru sa svojih 2 658 m). Sedam kilometara južno od grada nalaze se tri stijene zvane tri fratra koje zovu i vrata juga, one su dugo vremena bile orijentiri za zrakoplove. 
Klima je miješana tropska i umjerena kontinentalna s prosječnom temperaturom od 20°C.

## Gospodarstvo i promet
Ambalavao je udaljen 456 km od glavnog grada Antananariva, s kojim je povezan državnom cestom br. 7 preko Fianarantsoe.
U gradu je većina djelatnosti vezana uz poljoprivredu i stočarstvo. Francuzi su ostavili traga u vinogradarstvu, tako da je grad danas poznat po malim vinarijama i vinogradima Soavita koji se prostiru u okolini. 
Ambalavao posjeduje jedan od najvećih sajmova žive stoke na otoku, na kojem se prodaje puno zebua. Grad je među Malgašima odavno poznat po proizvodnji ručno rađenog papira (antaimoro), a vještinu izrade donijeli su arapski trgovci i doseljenici početkom 16. stoljeća. Pulpu za papir rade od kore grmolike biljke avoha, u koju ubace osušene cvjetove kao ures.
Na udaljenosti od 47 km nalazi se Nacionalni park Andringitra s brojnim planinarskim stazama i špiljama, a svega par kilometara južnije Park prirode Anja s brojnim lemurima.

## Vanjske poveznice
- Ambalavao na portalu Office National du Tourisme de Madagascar  Arhivirana inačica izvorne stranice od 5. veljače 2011. (Wayback Machine)
- Fotografije iz Ambalava